# Theope eurygonina
Theope eurygonina is een vlindersoort uit de familie van de prachtvlinders (Riodinidae), onderfamilie Riodininae.
Theope eurygonina werd in 1868 beschreven door H. Bates.